# Oskar Cordel
Oskar Cordel (Aschersleben, 18 dicembre 1843 – Nikolassee, 13 maggio 1913) è stato uno scacchista tedesco.
È noto principalmente come teorico e autore di numerose opere scacchistiche. Non partecipò a tornei importanti, ma si batté spesso con Dufresne, Neumann e Minckwitz, con alterni risultati.
Scrisse l'opera di carattere generale Das Schachspiel (Potsdam, 1907), il trattato teorico Führer durch die Schachtheorie (Berlino, 1888) e Theorie und Praxis des Schachspiels (Potsdam, 1913), considerata la sua opera maggiore, in cui sono analizzate e commentate circa cinquecento partite.
Prende il suo nome la difesa Cordel della partita Spagnola, chiamata anche "difesa classica":
1. e4 e5  2. Cf3 Cc6  3. Ab5 Ac5 

Dopo 4. c3, la linea principale, egli raccomandava il gambetto 4. ...f5, che porta il suo nome.
Si interessò al Gambetto Halloween della Partita dei quattro cavalli (5. Cxe5?!), allora chiamato gambetto Müller-Schulze e molto in voga a Lipsia. Pur considerandolo scorretto, ne ammetteva la pericolosità per il Nero se non vi è preparato.
Gli è attribuita una linea di controgambetto del Gambetto Blackmar-Diemer: 
1. e4 d5 2. d4 exd4 3. f3 e5!?, considerata pienamente valida da diversi teorici, addirittura una confutazione di tale gambetto.
Morì all'età di 49 anni nel quartiere berlinese di Nikolassee.